# Oberappenberg

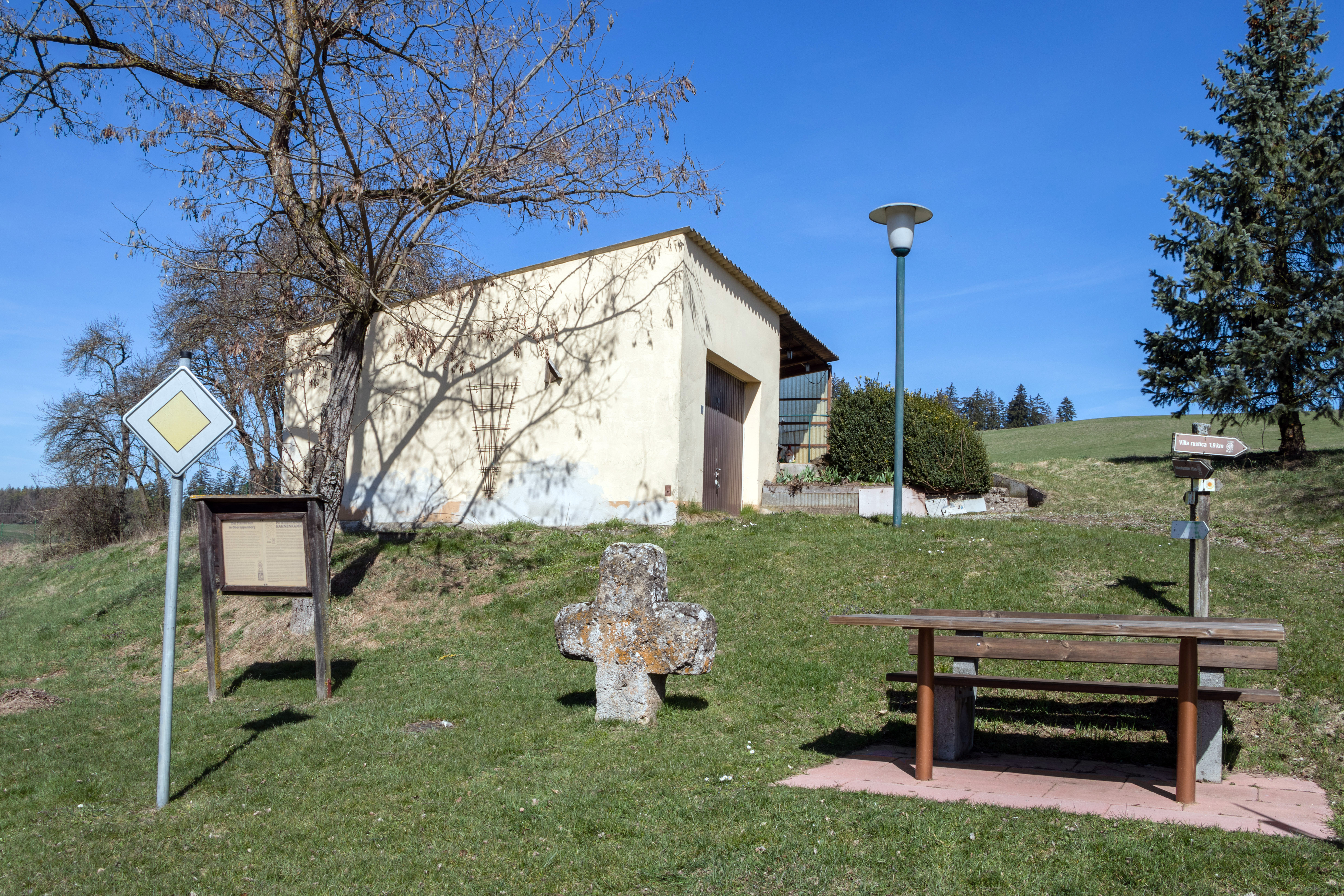
Steinkreuz Oberappenberg

Oberappenberg ist ein Gemeindeteil der Gemeinde Polsingen im Landkreis Weißenburg-Gunzenhausen (Mittelfranken, Bayern). Oberappenberg liegt in der Gemarkung Ursheim.
Das Dorf liegt 3,5 km nördlich von Polsingen an der Kreisstraße WUG 31. 400 m weiter westlich beginnt der Nachbarlandkreis Donau-Ries.
Oberappenberg gehörte der Gemeinde Ursheim an. Diese wurde im Zuge der Gebietsreform am 1. April 1971 nach Polsingen eingemeindet.
Am nördlichen Ortsrand steht ein mittelalterliches Steinkreuz.